# Анненка (Долгоруковский район)
А́нненка — деревня Долгоруковского сельского поселения Долгоруковского района Липецкой области.

## География
Деревня Анненка находится в центральной части Долгоруковского района, в 2 км к юго-востоку от села Долгоруково.

## История
Анненка известна с середины XIX века. Отмечается в «Списке населенных мест» Орловской губернии 1866 года как два обособленных селения: «деревня владельческая Анненское (Новинское, Отрез), при колодцах, 16 дворов, 112 жителей» и «владельческие выселки Бахтина (Бахтинка), при пруде, 9 дворов, 95 жителей».
В 1905 году «Анненская-Бахтинка (или Отрез)» упоминается как одна из деревень в приходе Троицкой церкви села Братовщина.
В переписи населения 1926 года значится как деревня «Анненка (Бахтинка)», в ней 21 двор, 117 жителей.
В 1928 году деревня вошла в состав Долгоруковского района Елецкого округа Центрально-Чернозёмной области. После разделения ЦЧО в 1934 году Долгоруковский район вошёл в состав Воронежской, в 1935 — Курской, в 1939 году — Орловской области, а с 6 января 1954 года в составе вновь образованной Липецкой области.

## Население
| 1926 | 2010 |
| ---- | ---- |
| 117  | ↘35  |

## Транспорт
Анненка связана грунтовыми дорогами с деревней Ивановка и селом Долгоруково.
В 1,5 км к северу от Анненки находится железнодорожная станция Долгоруково (линия Елец — Валуйки ЮВЖД).